# Ниаматпур (подокруг)
Ниаматпур (бенг. নিয়ামতপুর, англ. Niamatpur) — подокруг на северо-западе Бангладеш. Входит в состав округа Наогаон. Образован в 1918 году. Административный центр — город Ниаматпур. Площадь подокруга — 448,60 км². По данным переписи 1991 года численность населения подокруга составляла 193 197 человек. Плотность населения равнялась 430 чел. на 1 км². Уровень грамотности населения составлял 25,8 %. Религиозный состав: мусульмане — 76,41 %, индуисты — 17,54 %, прочие — 6,05 %.